# Opuntia stricta
Opuntia stricta är en kaktusväxtart som först beskrevs av Adrian Hardy Haworth, och fick sitt nu gällande namn av Adrian Hardy Haworth. Opuntia stricta ingår i släktet fikonkaktusar, och familjen kaktusväxter.

## Underarter
Arten delas in i följande underarter:
- O. s. dillenii
- O. s. stricta

## Bildgalleri

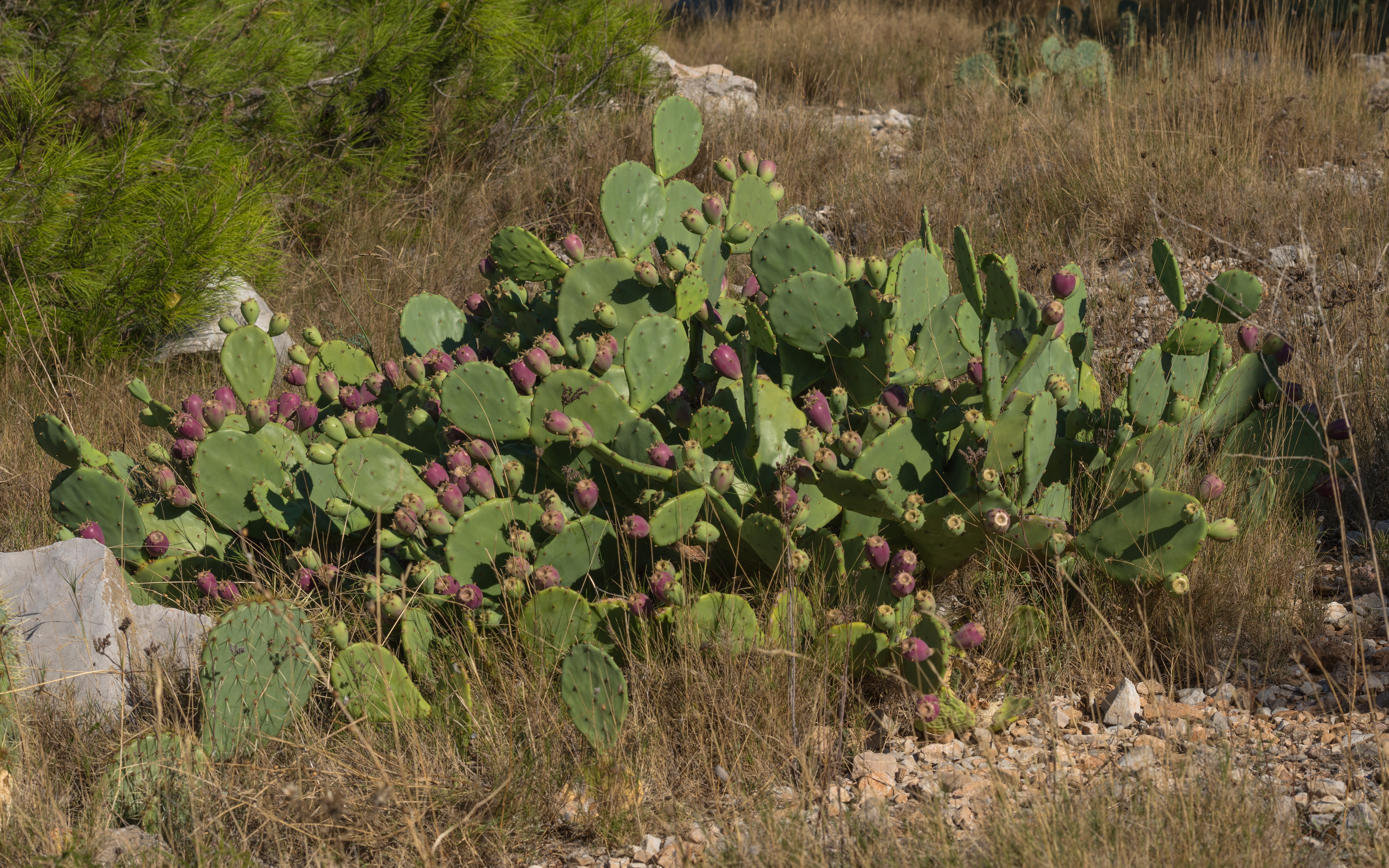
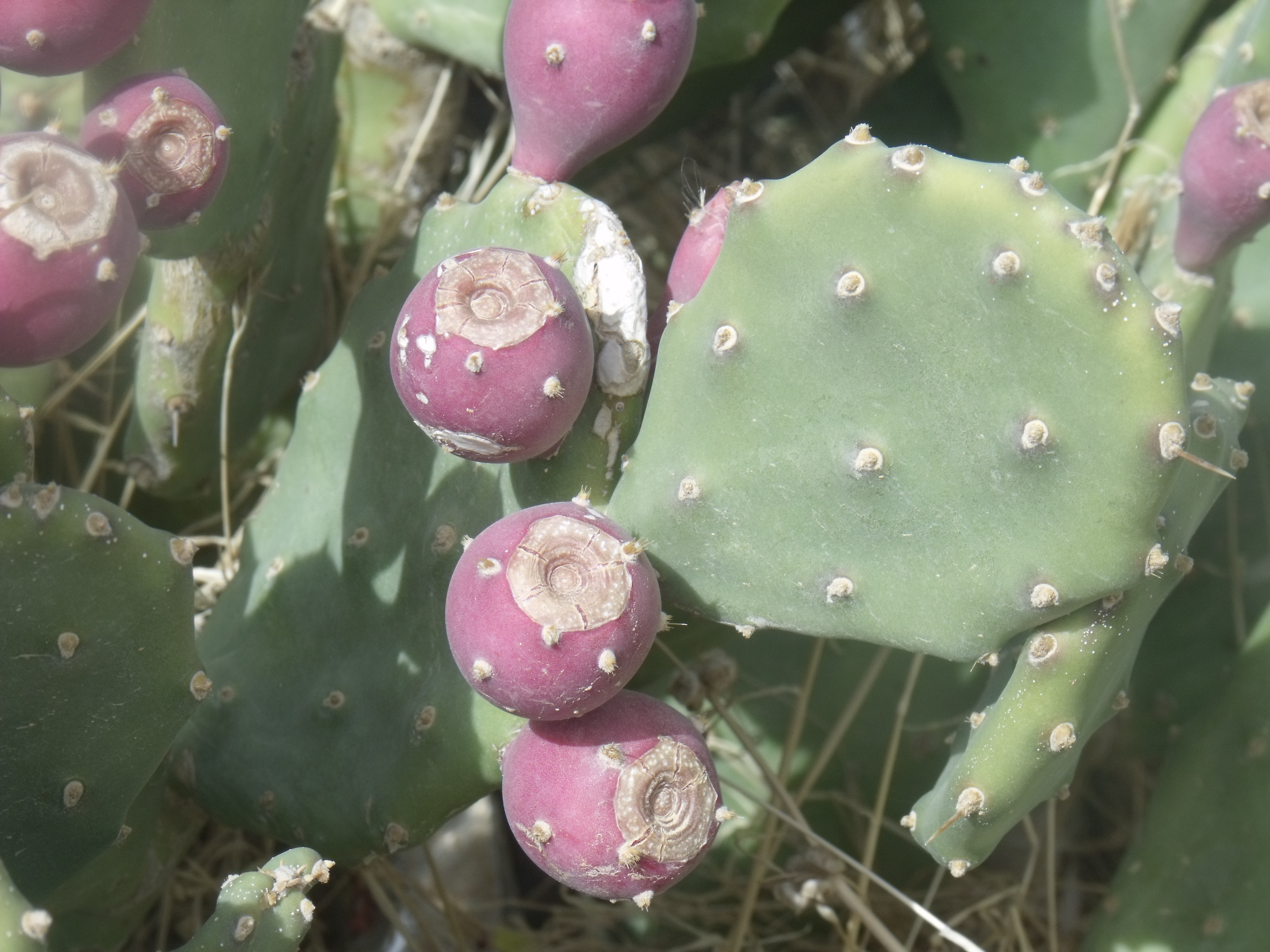
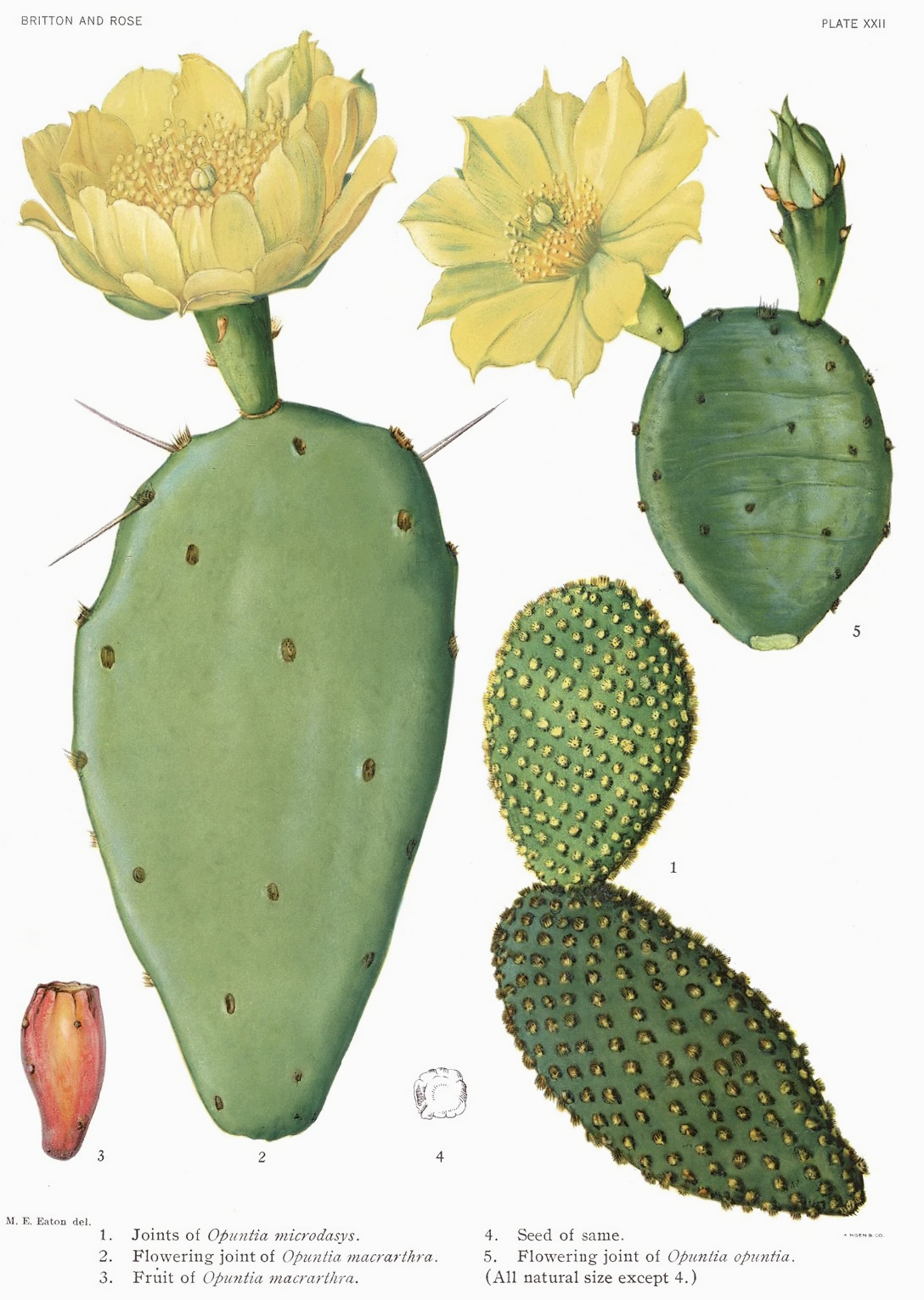
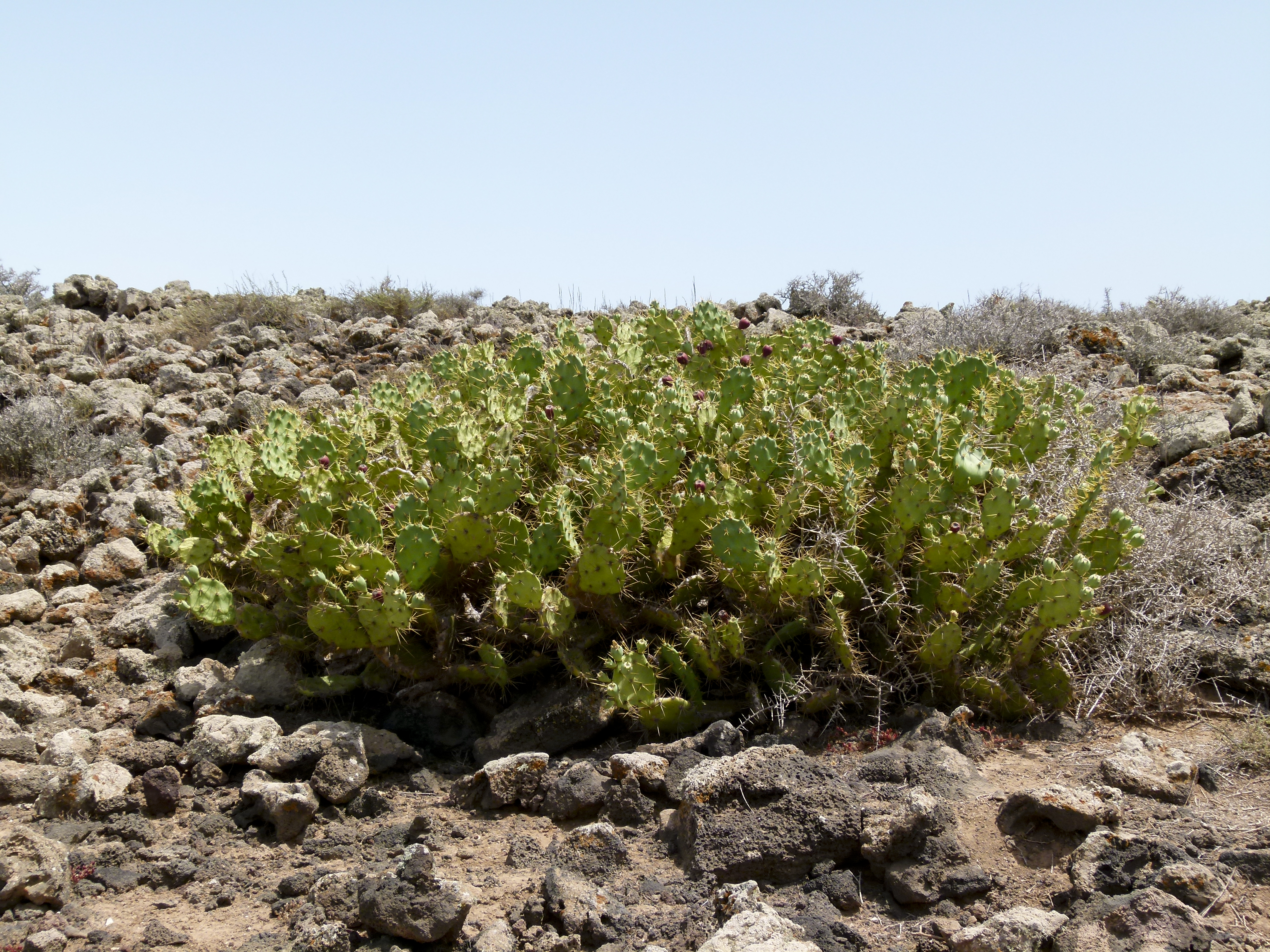
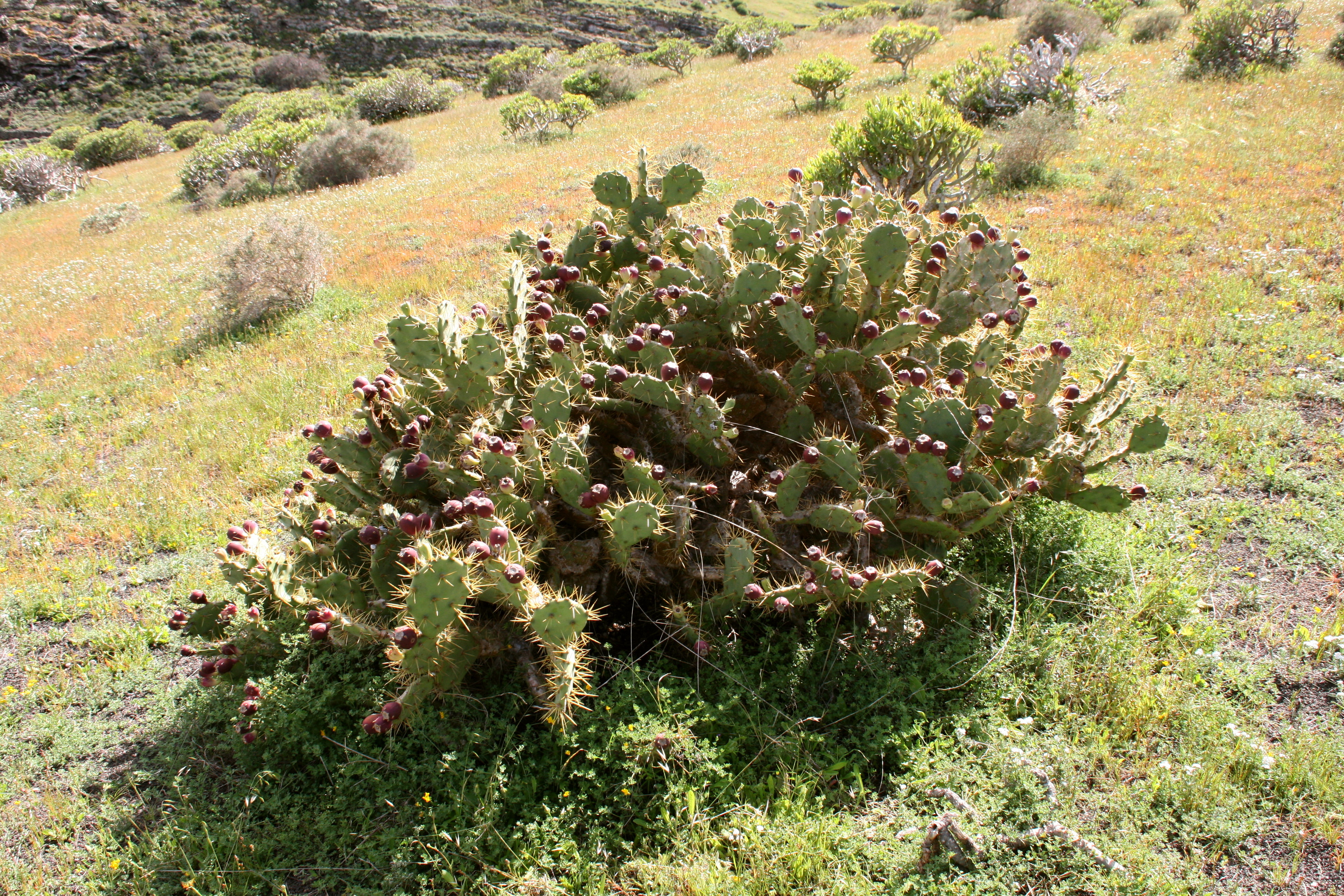
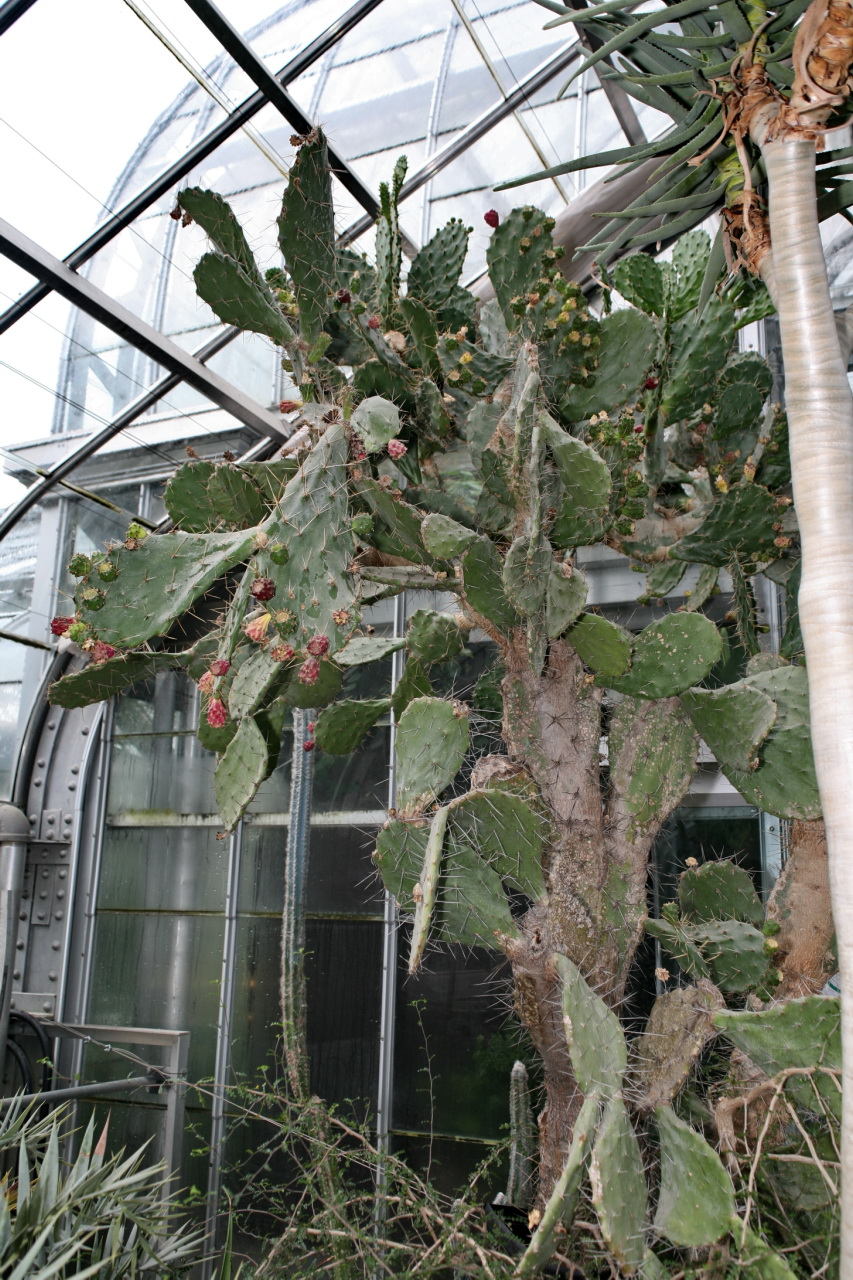